# Junta militar brasileira de 1961
A junta militar brasileira de 1961 foi um triunvirato governamental militar composto pelos três ministros militares
- Odílio Denys, marechal do exército;
- Gabriel Grün Moss, brigadeiro-do-ar da aeronáutica e
- Sílvio de Azevedo Heck, almirante da marinha.

Após a renúncia do presidente Jânio Quadros, estando o vice-presidente João Goulart em visita oficial à China, a Presidência do Brasil foi assumida de direito pelo presidente da Câmara dos Deputados, deputado Ranieri Mazzilli, porém o poder de fato passou a ser exercido pelos ministros militares de Jânio, que constituíram uma junta militar encabeçada pelo marechal Odílio Denys (exército), com o apoio do brigadeiro-do-ar Gabriel Grün Moss (aeronáutica) e do almirante Sílvio de Azevedo Heck (marinha). Esse governo interino durou de 25 de agosto até 7 de setembro de 1961. Os três tentaram impedir, sem sucesso, a posse de João Goulart, abrindo-se uma grave crise político-militar no país. A solução para o impasse foi a adesão ao parlamentarismo.
Excelentíssimo Senhor Presidente do congresso Nacional

Tenho a honra de comunicar à Vossa Excelência que, na apreciação da atual situação política criada pela renúncia do Presidente Jânio da Silva Quadros, os Ministros Militares, na qualidade de Chefes das Forças Armadas, responsáveis pela ordem interna, me manifestaram a absoluta inconveniência, por motivos de segurança nacional, do regresso ao País do Vice-Presidente da República, João Belchior Marques Goulart.— Ranieri Mazzilli. Brasília, 28 de agosto de 1961.
Segundo Flávio Tavares tratou-se de um golpe efetivado, apesar de curto: "O golpe de Estado de 1961 não foi apenas uma tentativa abortada, mas um acontecimento concreto, com governo estabelecido desde o primeiro instante em Brasília. Naqueles dias, o que foram os três ministros militares se não uma 'junta governativa' que tomou o poder em lugar do renunciante Jânio? A curta duração não lhe tira a característica de algo consumado, nem o transforma em episódio somente tentado. Se o pedido de habeas corpus para libertar o marechal Lott foi recusado pelo Supremo Tribunal Federal porque 'a autoridade coatora' era o ministro da Guerra, é fácil descobrir quem mandava no país e que tipo de governo existia nesses dias." (1961 - O Golpe do Derrotado; ed. L&PM, 2012).
“Vemos o manifesto dos ministros militares coagindo o congresso. É o golpe abolindo o regime republicano no Brasil. É a ditadura militar. Agora a responsabilidade por tudo que acontecer no Brasil é de: Odílio Denys, Silvio Heck e Grum Moss.” (Correio da Manhã, 31/08/1961, capa)
"Hoje mais do que nunca os brasileiros estão diante de dois caminhos: a democracia e o comunismo. [...] As Forças Armadas com a sua tradição de democracia e liberdade, e fiéis aos interesses supremos do Brasil e de seu povo, estão decididas a [...] garantir que o Brasil siga o seu caminho e o seu destino de país livre. [...] O dever do povo, portanto, é o de ajudar as Forças Armadas a garantir a liberdade e a paz." (Tribuna da Imprensa, 29/08/1961, p. 4)